# Museo de Artes Decorativas de Praga
El Museo de Artes Decorativas de Praga (en checo: Uměleckoprůmyslové museum v Praze) es un museo de la ciudad de Praga, República Checa, dedicado a las artes decorativas y su historia y desarrollo cultural tanto en la capital checa como en el país en general.
Según sus estatutos, el museo tiene por objetivo recopilar y conservar para las generaciones futuras objetos de artesanía histórica y contemporánea, así como de artes aplicadas y diseño, tanto en contextos nacionales como internacionales, disponiéndolos en una armonía entre función, calidad y belleza, con el fin de inspirar, educar y entretener al público general.

## Descripción
Fundado en 1885, y con su primera sede en el Rudolfinum, el museo está instalado en un edificio neorrenacentista en Josefov, diseñado por el arquitecto Josef Schulz y construido entre 1897 y 1899. El edificio abrió sus puertas al público en 1900, con exposiciones instaladas en la primera planta, y sigue siendo la sede principal del museo a día de hoy.
Las abundantes colecciones del museo incluyen trabajos de artes aplicadas y de diseño funcional que datan desde la Antigüedad tardía hasta la actualidad, con especial enfoque en el arte europeo, y sobre todo en artesanía de Bohemia. El amplio interior de la exposición permanente, llamado Historias de los materiales, ofrece a los visitantes un paseo a través de la historia y el desarrollo de las artes decorativas en las disciplinas del vidrio, la cerámica, la metalurgia, la madera, el diseño, el arte gráfico y otros campos –tanto antiguos como contemporáneos–, incluyendo piezas de joyería, relojería, textil, moda, mobiliario y juguetes.

## Historia
A principios 1885, se creó la Fundación del Museo de Artes Decorativas de Praga con el fin de reflejar el dramático desarrollo de la sociedad checa en ese momento, después de que el desfavorable impacto de la Revolución Industrial en la estética y, en consecuencia, en la calidad de los productos, había sido durante mucho tiempo objeto de críticas de artistas, académicos y el público general. Impulsado por la creación –una década antes– de un museo similar en Brno (inaugurado en 1873), el museo de Praga pronto se convirtió en un importante centro cultural y educativo de las Tierras de la Corona de Bohemia, entonces parte del Imperio austrohúngaro.

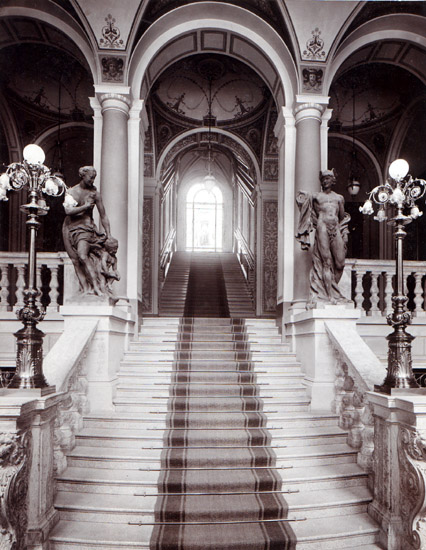
Escalera principal al espacio de exhibiciones, década de 1920

La idea de establecer una exposición permanente de artes decorativas y aplicadas en Praga sugirió dos décadas antes, tras una exposición organizada en 1861 en el Ayuntamiento de la Ciudad vieja de Praga. Se tomaba como fuente de inspiración el South Kensington Museum (ahora Victoria and Albert Museum), inaugurado en Londres en 1852, que originalmente contenía una colección de objetos de artes aplicadas y decorativas. Pero todavía más influyente en la proyección y planificación del museo fue el Real Museo Austríaco de Arte e Industria (K.K. Österreichisches Museum für Kunst und Industrie), inaugurado en Viena en 1864 y que pasaría a formar parte del Museo de Artes Aplicadas de Viena.

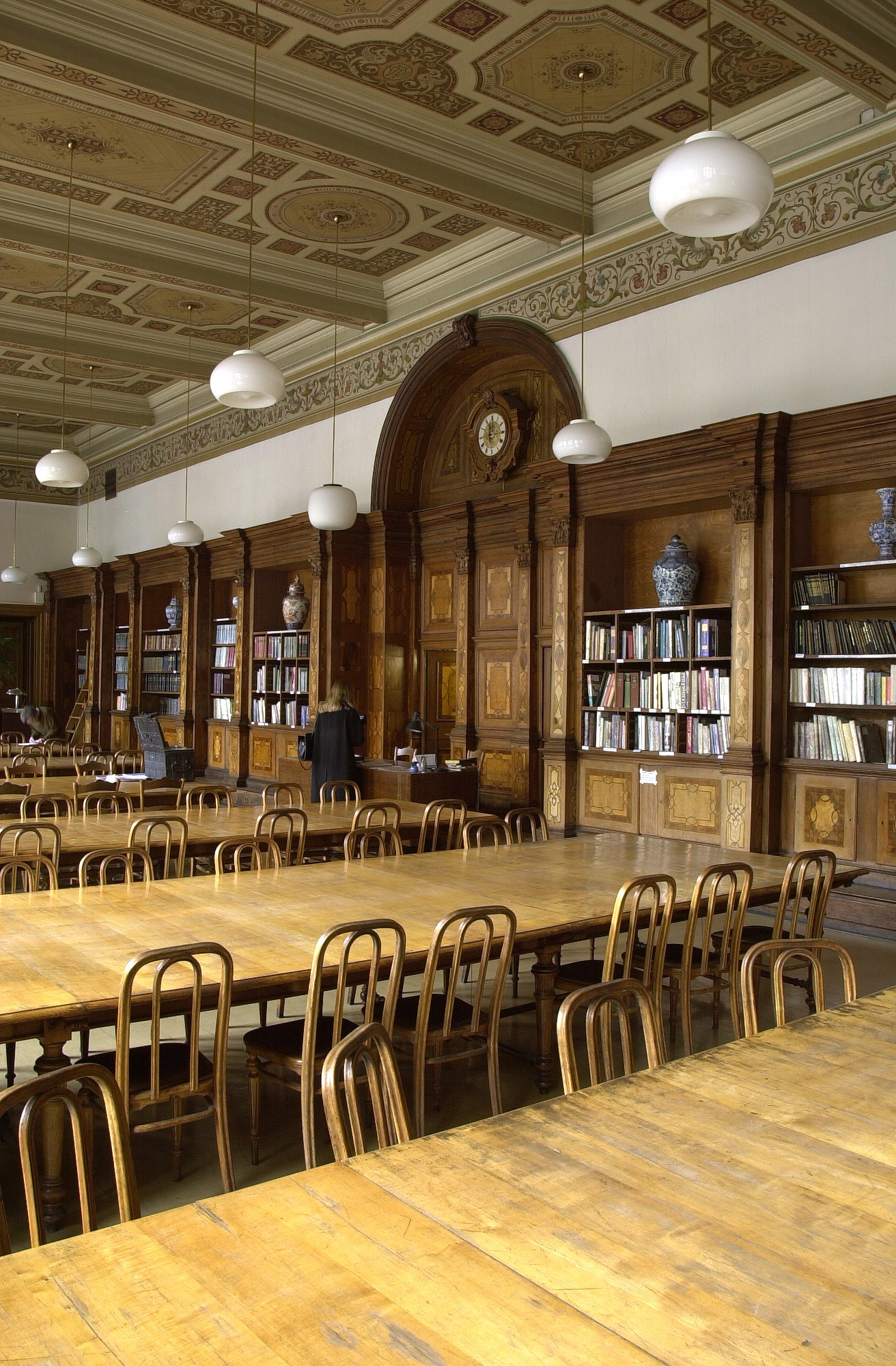
Parte de la biblioteca con su sala de estudio

En 1868, la Cámara de Comercio de Praga, en colaboración con el Museo de Viena, organizó una importante exposición en el Palacio de Žofín (en la Isla fluvial de Slovanský, en el Moldava praguense) de objetos obtenidos de la Exposición Universal de París de 1867, complementados con piezas de artes y oficios históricos, principalmente de la colección de Vojtěch Lanna – el empresario bohemio que se convertiría en el principal donante y patrocinador del museo. Gracias a su intervención se aseguró un área de exhibición en el Rudolfinum (en tiempos de recesión económica), lo cual contribuiría a la consolidación de la idea del museo y su posterior desarrollo.
El edificio del museo está ubicado directamente en frente del Rudolfinum, del lado del antiguo cementerio judío y el Museo Judío Klausen.

## Biblioteca
La mayor biblioteca checa sobre artes y campos relacionados se encuentra en el Museo de Artes Decorativas de Praga, formando una parte integral de sus instalaciones museísticas y de investigación. La biblioteca cuenta con unos 172 000 volúmenes, desde literatura de arte y publicaciones académicas hasta numerosos manuales de referencia y revistas. Entre sus libros se incluyen importantes enciclopedias de arte, diccionarios de artistas y obras sobre iconografía, topografía y heráldica.
La biblioteca del museo proporciona tanto el uso local de sus recursos como acceso a su bases de datos en línea.

## Galería

Salas de exposición
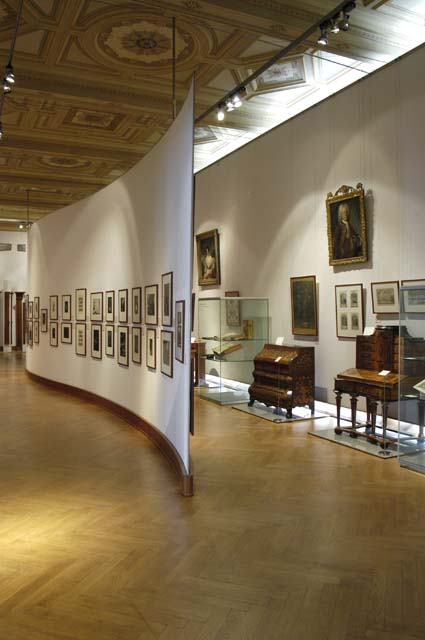
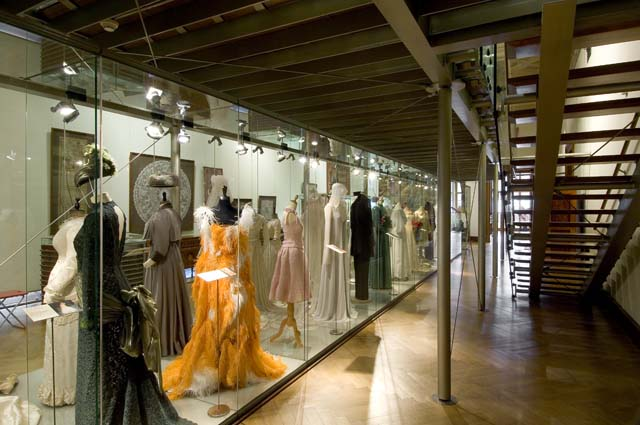
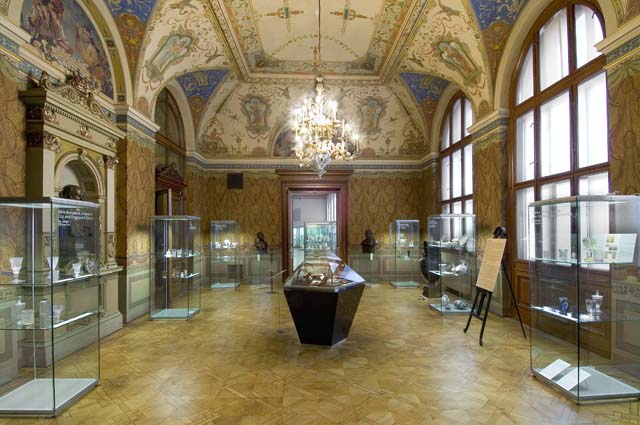
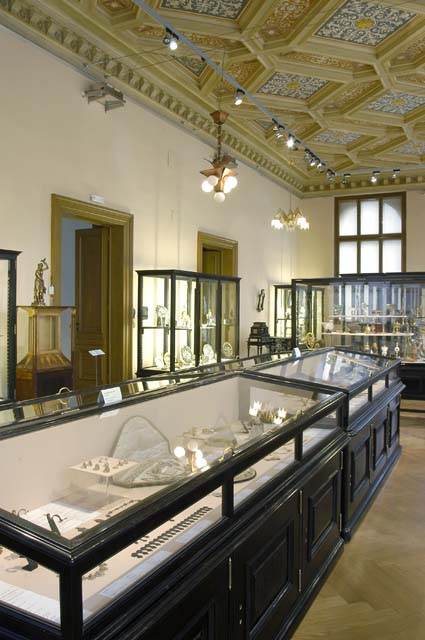
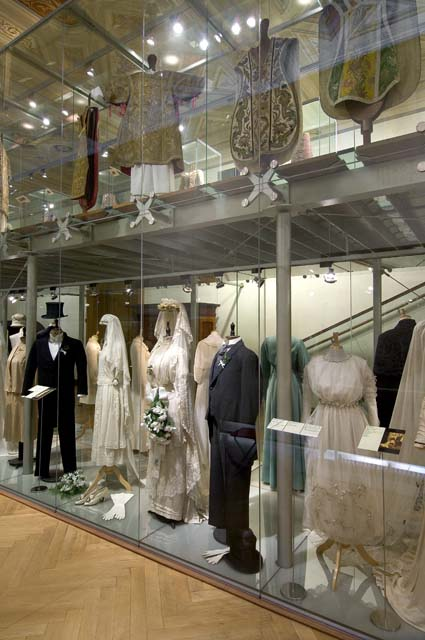

Objetos expuestos
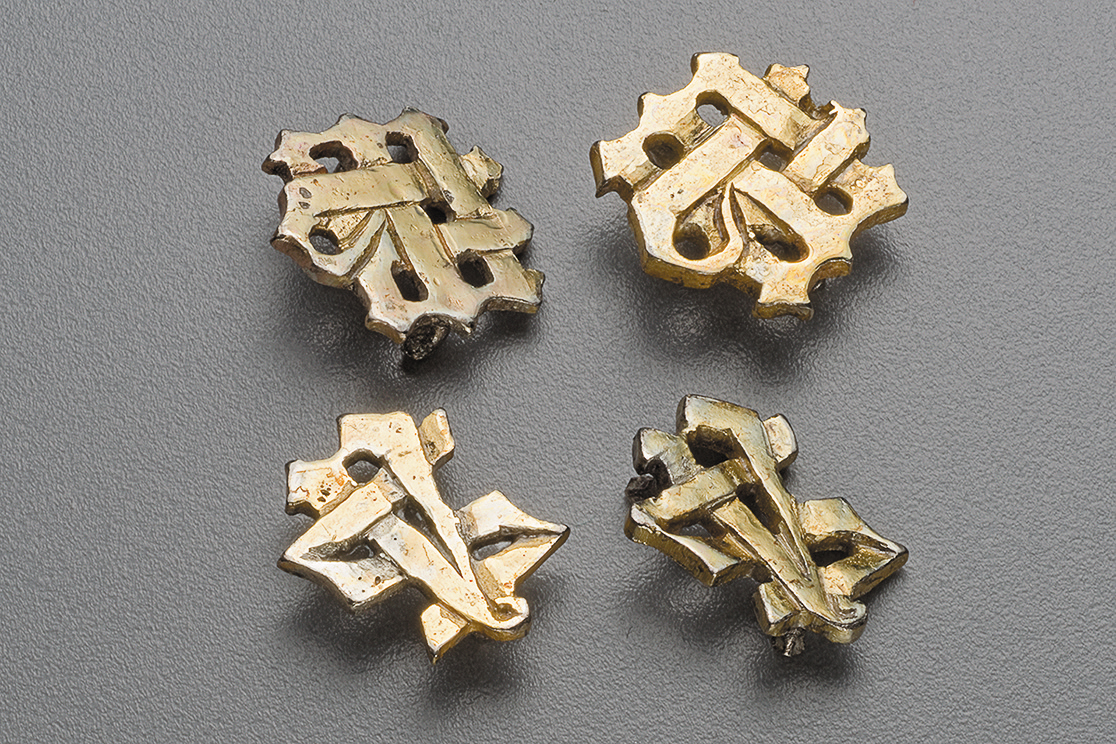
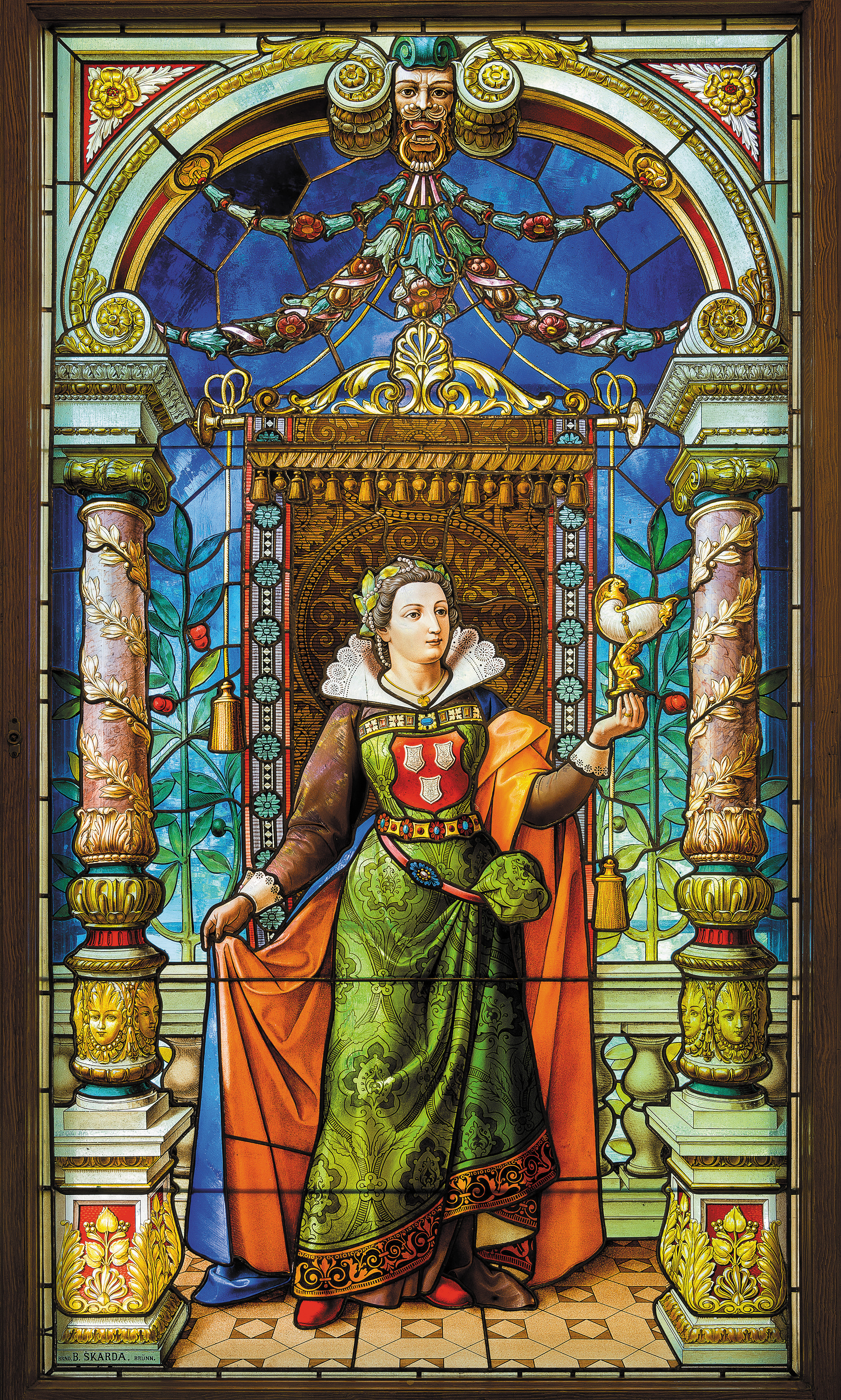
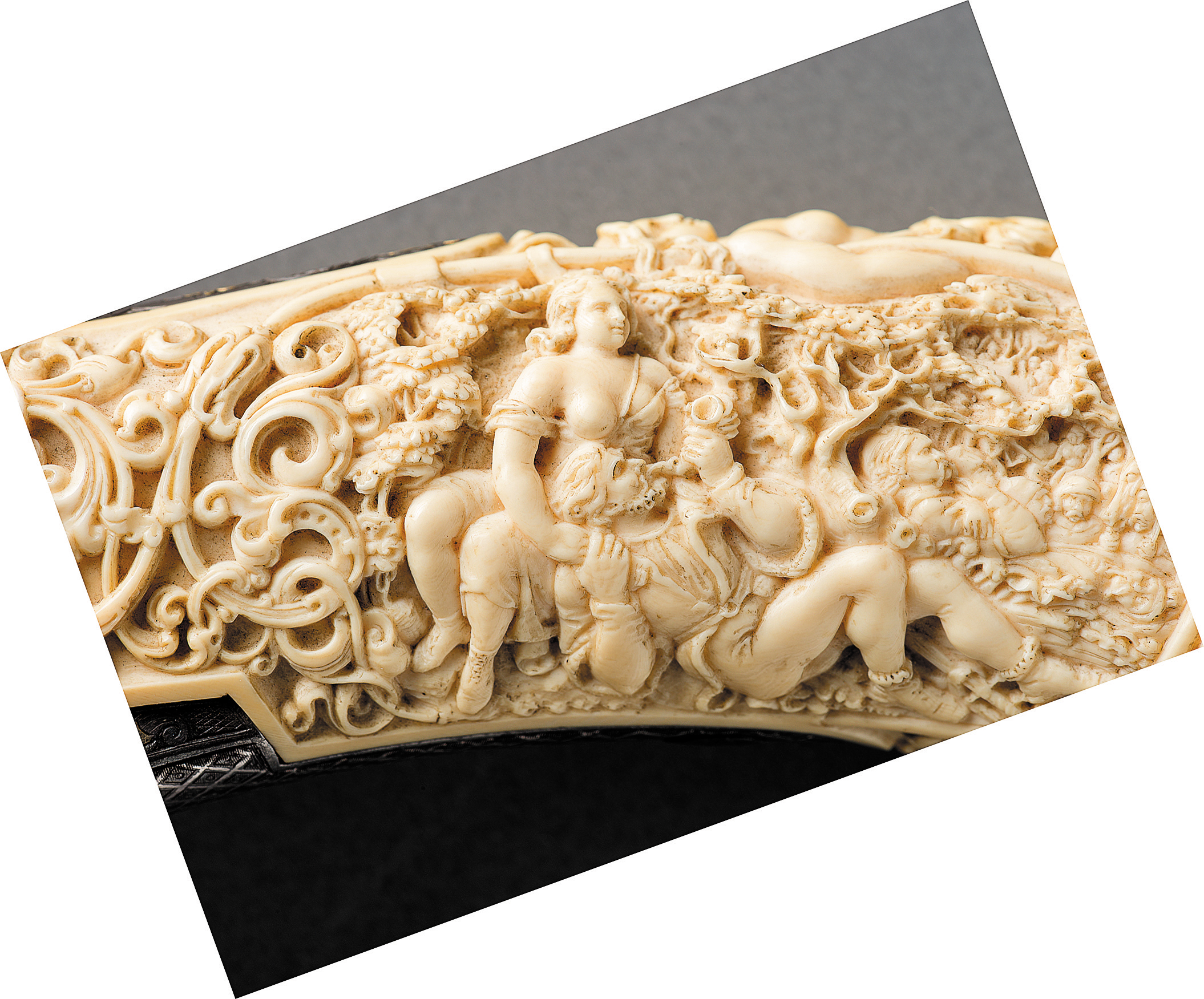
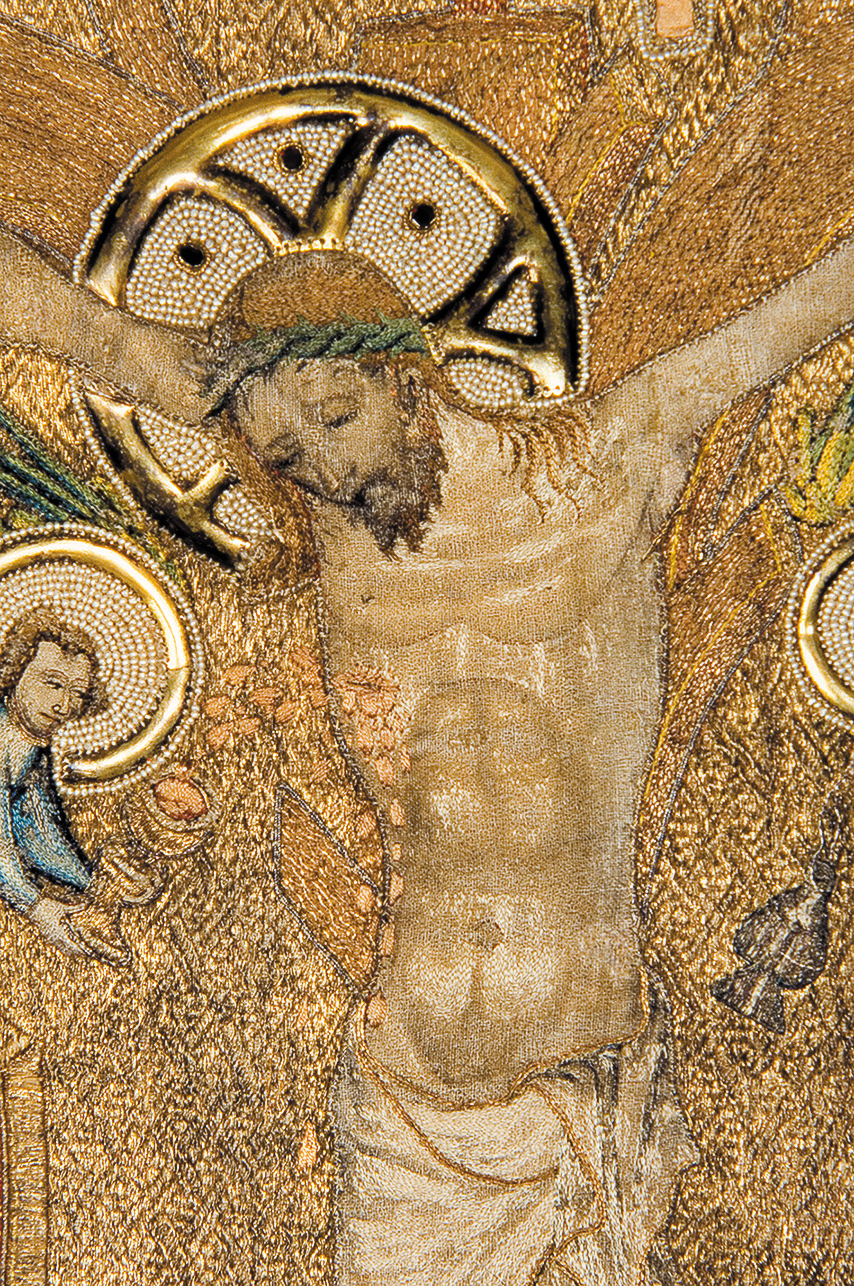
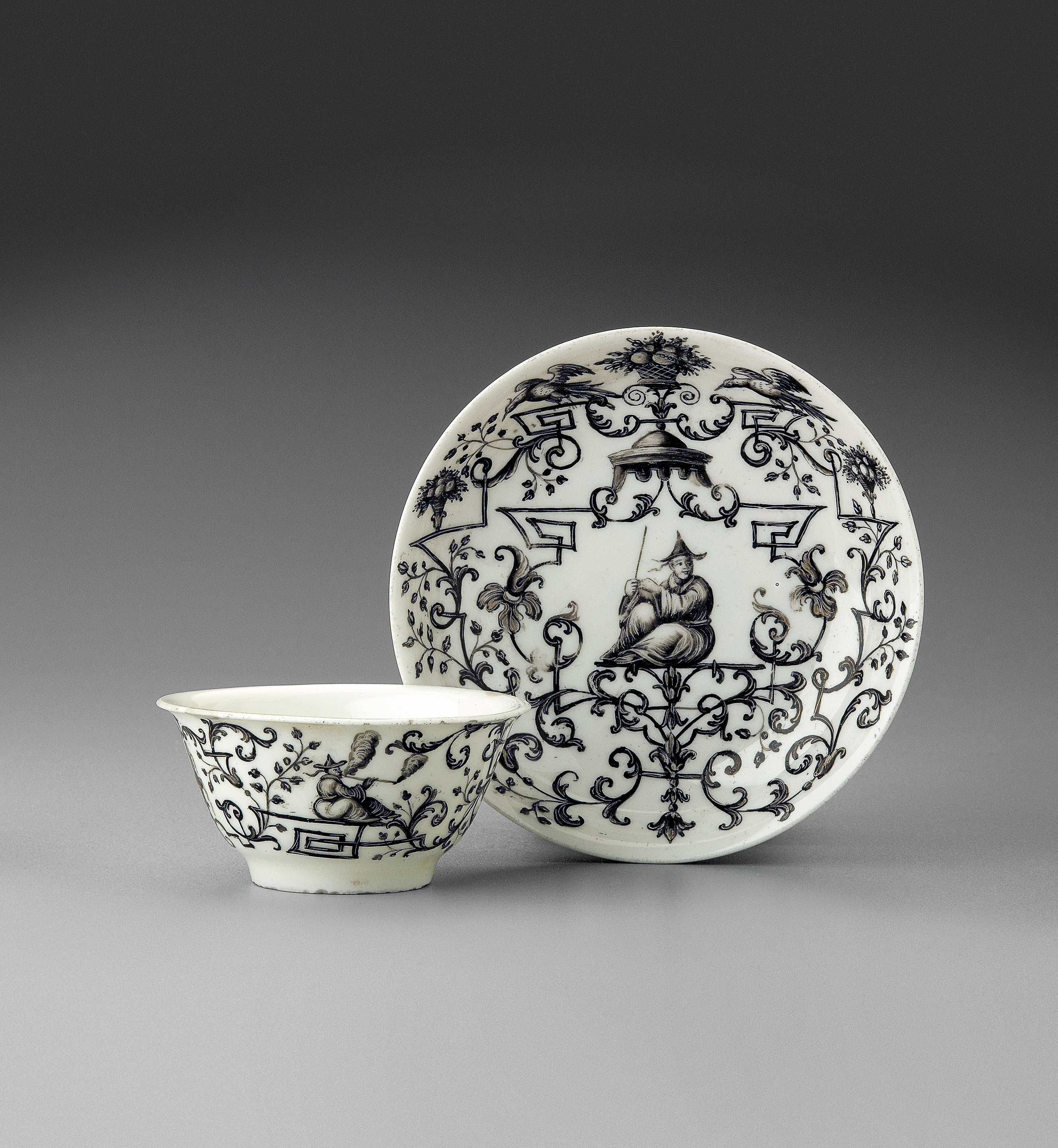
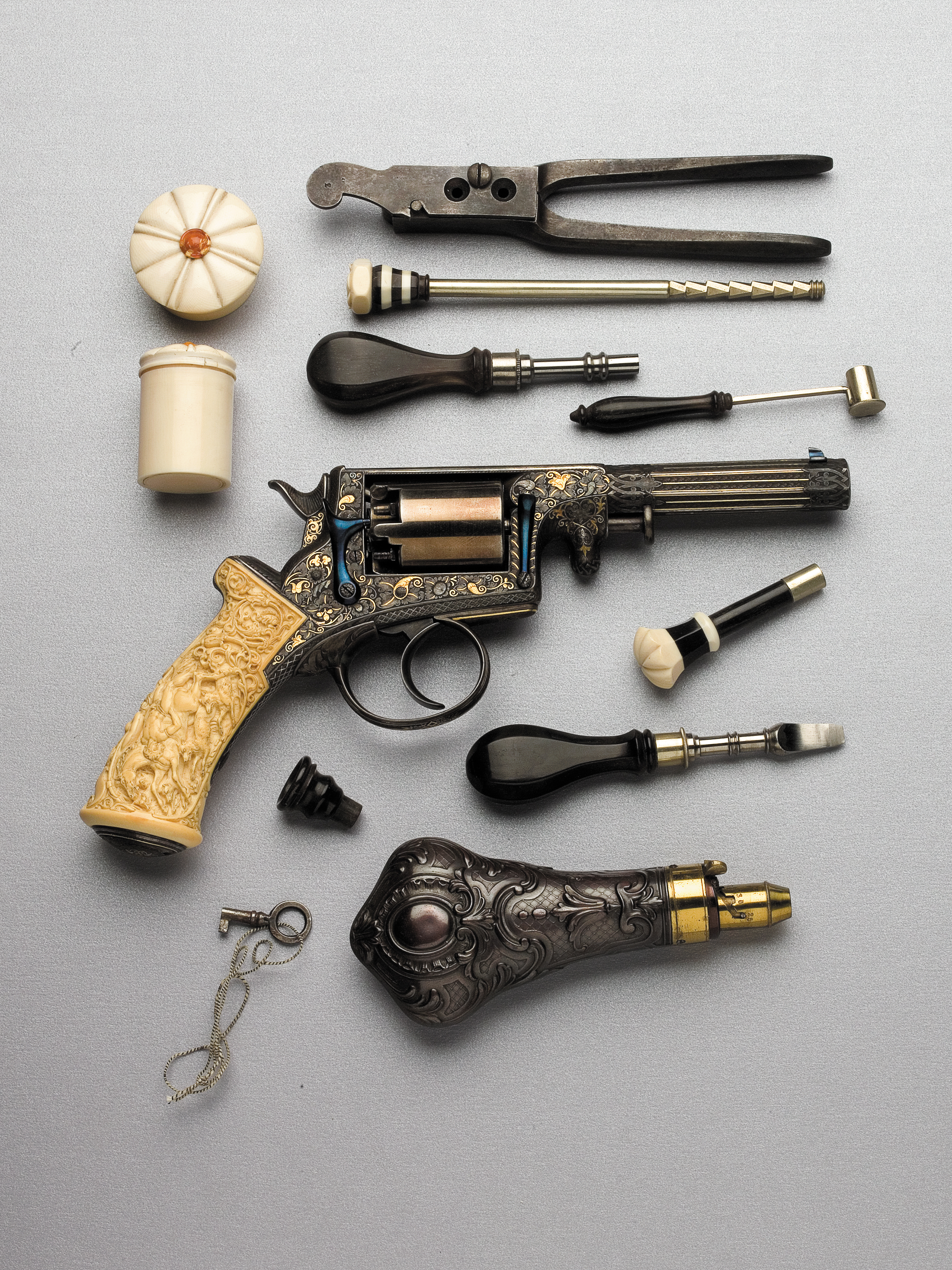
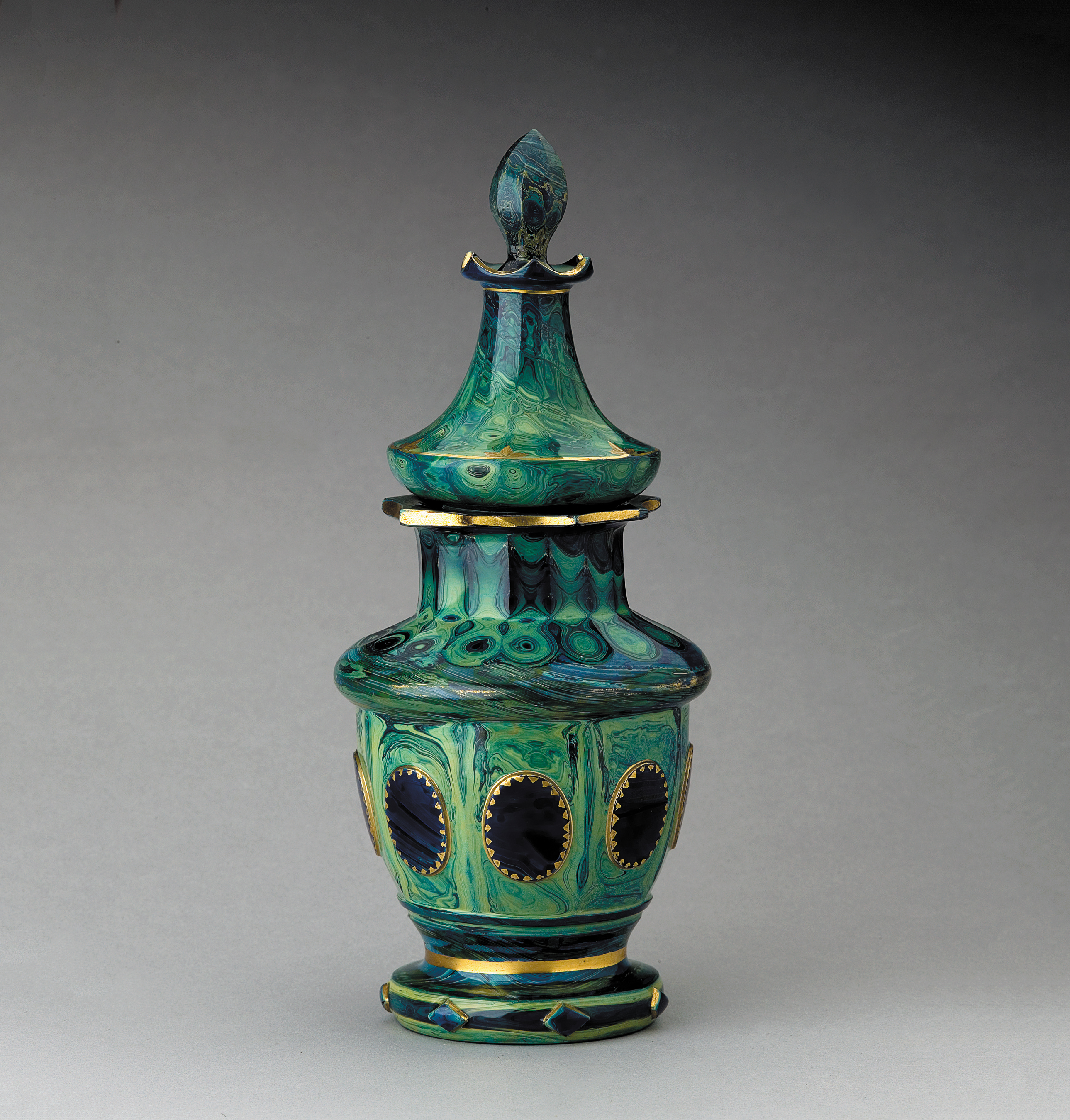
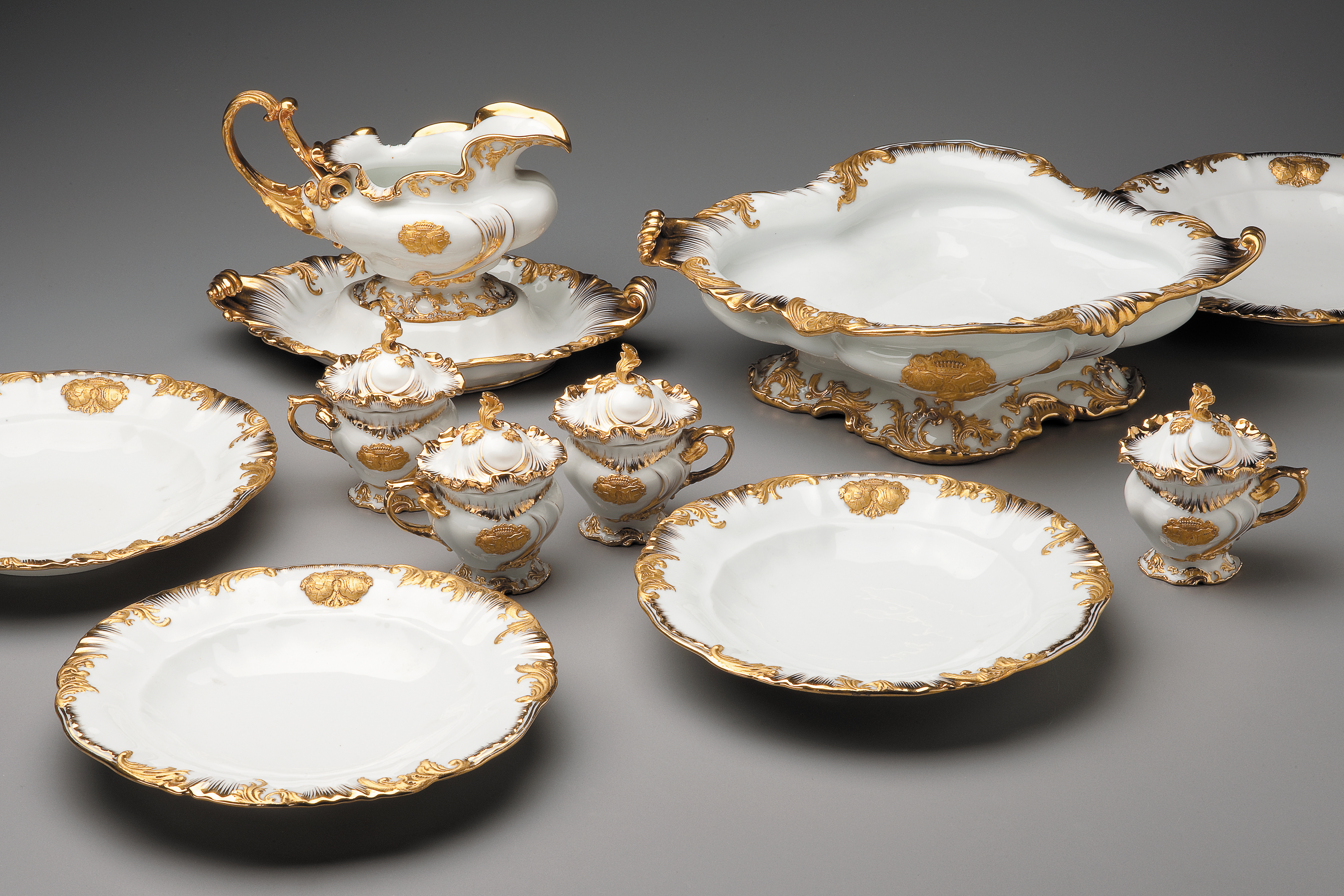